# Mircea Ignat
Mircea Ignat (4 martie 1953, București - 22 noiembrie 2024, București) a fost un inginer român, doctor în electrotehnică, formator de tineri cercetători.

## Studii și carieră profesională
În perioada 1968-1972 a urmat cursurile Colegiului Tehnic „Carol I” (la acea vreme Liceul teoretic nr.25) din București.
A absolvit în 1977 Facultatea de Electrotehnică a Universității Politehnica din București, fiind angajat cercetător științific la Institutul Național de Cercetare Proiectare în Electrotehnică (1979) (din 1990 Institutul Național de Cercetare Dezvoltare în Ingineria Electrică – Cercetări Avansate INCDIE–CA).
În 1989 ocupă funcția de Cercetător Științific Principal III, având preocupări ce privesc aplicațiile ce privesc actuatorii electromecanici și alte componente electromecanice în aeronautică. În următorii ani (1991, 1997) primește gradele următoare (CSP-II, CSP-I), iar din anul 2017 se ocupă de inițierea elevilor de liceu în cercetarea științifică, ca director al Centrului ”Alexandru Proca” din cadrul ICPE-CA.
A obținut titlul de Doctor în inginerie industrială în anul 2000 la Universitatea ”Politehnica” din București cu teza ”Contribuții privind scanarea  optică folosind actuatorii - senzori ultrasonici pe bază de materiale inteligente”.
A publicat circa 40 de lucrări științifice în reviste de specialitate și 12 volume cu subiecte tehnice, și a înregistrat 42 de brevete. 
Un pasionat al studiului istoriei tehnicii, a fost membru titular al Comitetului Român de Istoria și Filosofia Științei și Tehnicii (CRIFST) din cadrul Academiei Române. Totodată este inițiatorul ”Seminarului de istoria electrotehnicii românești” (1994) și ”Revista de Istoria Electrotehnicii Românești”, ISSN 2066-7965 (1996), Bulletin of Micro and Nanoelectrotechnologies, ISSN 2069-1505 (2000), și Elite Tinere (2019), reviste la care a fost editor șef. În 2012 a pus bazele ”Centrului Alexandru Proca pentru Inițierea în Cercetarea Științifică a Tinerilor” - CICST. În perioada 2012-2023 prin acest Centru au trecut circa 160 de olimpici cu peste 65 de proiecte, cu rezultate notabile la Olimpiadele naționale ROSEF și internaționale - ISEF (International Science and Engineering Fair - o olimpiadă mondială pe proiecte de cercetare și inginerești), INFOMATRIX Turcia, INESPO Olanda, Tunisia, Georgia, Spania. La competițiile internaționale au fost obținute pe echipe de proiect: 6 medalii de aur, 8 de argint, 16 de bronz, iar la competiții naționale 25 medalii de aur, 30 de argint, 12 bronz și 15 mențiuni. Postul Radio România Cultural a găzduit 7 ediții ale Cafenelei de știință dedicate Centrului Alexandru Proca.
A fost membru al Institute of Electrical and Electronics Engineers IEEE (SUA), secțiunea Biomedical Engineering și al Asociației Naționale a Constructorilor de Micromașini Electrice.
De-a lungul carierei a condus, în calitate de director de proiect, mai multe proiecte în domeniul microactuatorilor neconvenționali. A fost membru în comitetele de program ale mai multor conferințe naționale și a condus numeroase echipe de elevi la competiții pentru tinerii elevi din licee și colegii.
A fost cadru didactic asociat la Universitatea ”Politehnica” din București.

## Titluri, premii și distincții
- Premiul Martin Bercovici pentru anul 2018 decernat de Academia Oamenilor de Știință din România (AOSR), în cadrul Secțiunii Științe Tehnice, pentru cartea ”Inițiere în Cercetarea Științifică”, Editura Electra[2]
- Premiul pentru Știință – acordat la Gala Premiilor Radio România Cultural, ediția a XV-a (2015, martie)[9]
- Titlul de Ambasador emerit al Spiritualității românești acordat de ECO-EUROPA pentru personalități de top-elite (10 mai 2023)[10]
- Diploma aniversară pentru cele mai bune rezultate în activitatea Comitetului Român de Istoria și Filozofia Științei și Tehnicii, Academia Română (octombrie 2023)
- Pansament inteligent – un nou concept - Premiul I și medalie de Aur la Concursul Național de Știință și Tehnologie – ROSEF 2022, 24-25.10.2022, Suceava, Autor: Nemeș Bianca Mihaela, îndrumători: Albu Kaya-Mădălina și Mircea Ignat[11]
- Senzor de deplasare – Medalie de aur la Salonul Internațional de Invenții, Geneva 2007, și la Salonul Internațional de Invenții EUREKA Brussels 2007, și Medalie e argint la Salonul Internațional de Invenții INVENTIKA București 2007, Ignat Mircea, Zărnescu George[12]
- Generator de puls electromagnetic cu concentrator de câmp – Medalie de argint la Salonul Internațional de Invenții INVENTIKA București 2007 și Salonul Internațional de Invenții EUREKA Brussels 2007, Ignat Mircea, ș.a.[12]

## Brevete de invenții
Are 23 invenții brevetate, pentru care a primit medalii de aur, argint și bronz la Saloanele de la Geneva din 1994, 1996, 1998, 2000, 2002, respectiv la Salonul de Inventică de la Bruxelles din 2000 și 2002.
- Motor magnetostrictiv rotativ, OSIM A/00605/2017, Ignat Mircea, Dalea Alexandru, Medalia de aur din partea Universității Ștefan cel Mare din Suceava și Medalie de argint la EUROINVENT 2020;
- Mănușă cu microsenzori (Microsensor gloves), CBI A 2017 00141, Ignat Mircea, Hristea Gabriela, Ojoga Miruna-Alexandra, Tudorache Ana-Maria, Medalia de aur la a 11-a ediție a Expoziției Europene a Creativității și Inovării EUROINVENT 2019, 16-18 mai 2019, Iași;
- Sistem magnetostrictiv de actuație, OSIM A/01067/2017, Ignat Mircea, Medalia de argint la EUROINVENT 2020;
- Procedeu de obținere a unui material izolator pentru mașini electrice, Telipan Gabriela, Zaharescu Traian, Ignat Mircea, Vărăticeanu Dumitru-Bogdan, Chefneux Mihaela, Medalie de bronz la EUROINVENT 2020;
- Senzor pentru detecția hidrogenului[12], Telipan G., Ignat M., Istrate M

## Activitate publicistică

### Cărți[12]
- Actuatori electromecanici neconvenționali,Vol.I, Editura Electra, București, 2002
- Actuatori și senzori neconvenționali, Vol. II, Editura Electra, București, 2004
- Microacționări neconvenționale, Editura Electra, București, 2006
- Actuatori electromagnetici, cu George Zărnescu, Lucian Pâslaru-Dănescu, Editura Electra, București, 2008, ISBN 978-606-507-015-8[13]
- Micromotoare și microactuatori piezoelectrici, Editura Electra, 2005, ISBN 973-7728-37-8[14]
- Inițiere în cercetarea științifică, Editura Electra, 2017[15]
- Initiation into Scientific Research, Ed. Electra, 2018, ISBN 9786065071001, premiată cu Premiul Martin Bercovici de către AOSR, la Secțiunea Științe Tehnice;
- Cine poate să devină cercetător științific?, Editura Electra, 2019, ISBN 9786065071087,
- Cine poate să devină manager în cercetarea științifică?, Editura Electra, 2020
- Cum se alege o temă de cercetare?, Editura Electra, 2020, ISBN 978-606-507-117-9;
- Cum se construiește o echipă pentru cercetarea științifică, Editura Electra, 2021

### Lucrări biografice
- Geniului 10 (colab. Florin Hălălău), Editura Vremea, 2020, ISBN 978-606-081-008-7, Colecția Planeta București, nominalizată la Premiul „Micaela Ghițescu” al Fundației Culturale Memoria pentru cel mai bun volum de memorialistică[16]
- Mircea Ignat - Centrul de excelență: o poveste de succes, Editura Electra, 2022, ISBN 978-606-507-138-4[17]
- Tulburarea Peștilor sau o săptămână secetoasă la Lunca, Editura Electra, 2018
- Fals tratat de micro-cercetare, Editura Inspirescu, 2019
- Mai multe personaje în căutarea unui profesor, Editura Inspirescu, 2019
- Liceul 25 București și ceva mai mult. Falsă cronică aniversară, București, 2023

### Articole
- Ingineria electrică românească în perioada 1940 – 1947. Începutul distrugerii instituțiilor și a elitelor, M. Ignat, revista NOEMA, vol. III, nr.1(2004), ISSN 2501-2304, pp. 149-163[18]
- Cercetarea cheală. 100 de ani de la nașterea lui Eugen Ionesco, M. Ignat, Curierul de Fizică, Publicația IFIN-HH și a Societății Române de Fizică, Anul XX, nr. 2(64), august 2009, ISSN 1221-7794, pp. 15-16[19]
- Unconventional Microelectro-Mechanical 3D-Drive Systems with Piezoceramic Microactuators, M. Ignat, Electromotion, September 27-29, 2005, EPL Lausanne, Elveția, Proceedings, pp. 202-207[12]
- Florin Hălălău în dialog cu Mircea Ignat „În mass media se vorbește prea puțin despre elite”, interviu, Memoria - revista gândirii arestate, nr. 122 (1/2023), pp. 110-116[20]